# Rakia
Rakia er en form for brandy, der fremstilles på Balkan af frugt, bl.a. blommer. Der er gjort arkæologiske fund, der kan type på, at den har været drukket i Bulgarien helt tilbage til det 14. århundrede.